# Municipio de Richland (condado de Yell)
El municipio de Richland (en inglés: Richland Township) es un municipio ubicado en el condado de Yell en el estado estadounidense de Arkansas. En el año 2010 tenía una población de 246 habitantes y una densidad poblacional de 2,6 personas por km².

## Geografía
El municipio de Richland se encuentra ubicado en las coordenadas 35°4′18″N 93°37′32″O / 35.07167, -93.62556. Según la Oficina del Censo de los Estados Unidos, el municipio tiene una superficie total de 94.64 km², de la cual 89,91 km² corresponden a tierra firme y (5 %) 4.73 km² es agua.

## Demografía
Según el censo de 2010, había 246 personas residiendo en el municipio de Richland. La densidad de población era de 2,6 hab./km². De los 246 habitantes, el municipio de Richland estaba compuesto por el 95,12 % blancos, el 0,41 % eran amerindios, el 2,85 % eran de otras razas y el 1,63 % eran de una mezcla de razas. Del total de la población el 4,07 % eran hispanos o latinos de cualquier raza.